# Entropija očnog kapka i trepavice
Entropija očnog kapka i trepavice (MKB-10 H02.0 — lat. Entropium et trichiasis pelpebrae) je stanje organa vida u kome se očni kapci izvrću ka unutra, što rezultuje trenjem između trepavica i kože lica i nastankom iritacija i diskomfora. Nelečena ili neblagovremeno i neadekvatno lečena entropija očnog kapka i trepavice može dovesti do oštećenje rožnjače, infekije oka i gubitka vida.

## Epidemiologija
U većina slučajeva entropija se javlja kod odraslih osoba, sa tipičnom lokalizacijom na donjem kapku, sa mogućom pojavom abrazije rožnjače i ožiljaka.
Polne razlike
Podjednako se javlja kod oba pola.
Starostne razlike
Iako se se bolest može javiti u bilo kom životnom dobu, ipak je entropija očnog kapka i trepavice prvenstveno bolest starijih osoba.

## Etiopatogeneza
Najčešći uzroci entropija očnog kapka i trepavice su:
- Mišićna slabost — slabost i relaksacija mišića i tetiva očiju usled starenja
- Ožiljci ili prethodne operacije — ožiljno tkivo usled hemijskih reakcija, trauma ili operacije mogu usloviti nastanak entropiona.
- Infekcije oka — trahom izaziva ožiljne promene unutrašnjeg kapka koje vodi entropionu, pa čak i slepilu
- Inflamacija ili infekcija — mogu usloviti tzv. spastični entropion.
- Razvojne komplikacije — u retkim slučajevima može biti kongenitalan.

### Faktori rizika
U faktori rizika za nastanak entropije očnog kapka i trepavice spadaju:
- Starenje
- Prethodne opekotine ili ožiljna tkiva
- Trahom

## Klinička slika
Simptomi koji dominiraju kliničkom slikom, nastaju usled trenja trepavica i spoljašnjeg očnog kapka o površinu oka, i najčeće mogu biti:
- Osećaj stranog tela u oku
- Crvenilo beonjače
- Iritacija oka ili bol
- Osetljivost na svetlo i vetar
- Vodenaste oči (zbog preteranog lučenja suza)
- Mukusni iscedak ili formiranje krusta na očnim kapcima
- Oštećenje vidne oštrine.[2][3]

## Diferencijalna dijagnoza
Diferencijalnodijagnostički treba imati u vidu:
- Distihijazu — redak poremećaj koji se definiša kao abnormalni rast trepavica iz otvora Meibomovih žlezda na zadnjoj lameli tarzalne ploče
- Trahom
- Trihijazu

## Terapija
Veštačke suze i lubrikantna sredstva mogu olakšati simptome entropiona, dok se hirurško lečenje primenjuje u manjem broju slučajeva.

## Komplikacije
Nelečeni entropion može usloviti oštećenje rožnjače, infekije oka i gubitka vida.
Najozbiljnija komplikacija entropiona jeste kornealne iritacija i oštećenje. Stalno prisutno trenje očnih trepavica o površinu kornee vodi nastanku kornealnog ulcera. Aplikacija očnih kapi i ovlaživača može zaštiti korneu od dljeg oštećenja do zakazanog operativnog tretmana.

## Prevencija
Entropija nije preventabilno stanje. U slučaju pojave simptomi crvenila i iritacije nakon afecije trahomoma neophodna je medicinski tretman.

## Literatura
- Kozomara R., i sar. Klinička oftalmologija. Banja Luka: Glas Srpski, 2000
- Awan MA, Chadha V, Gonzalez P, Diaper CJ, Cauchi P, Kemp EG. Small tarsal plates causing recurrent lower lid entropion in a young adult. Eye. 2009 Feb 6.
- Pasco, N. Y.; Kikkawa, D. O.; Korn, B. S.; Punja, K. G.; Jones, M. C. (2007). „Facial nerve paralysis: an unrecognized cause of lower eyelid entropion in the pediatric population”. Ophthal Plastic and Reconstructive Surgery. 23 (2): 126—9.

- Gu J, Wang Z, Sun M, Yuan J, Chen J (март 2009). „Posterior lamellar eyelid reconstruction with acellular dermis allograft in severe cicatricial entropion”. Ann Plast Surg. 62 (3): 268—74.
- Swamy, B. N.; Benger, R.; Taylor, S. (мај 2008). „Cicatricial entropion repair with hard palate mucous membrane graft: surgical technique and outcomes”. Clin Experiment Ophthalmol. 36 (4): 348—52.
- Hintschich, C. (2008). „Correction of entropion and ectropion”. Dev Ophthalmol. 41: 85—102.
- McCord CD Jr, Chen WP (децембар 1983). „Tarsal polishing and mucous membrane grafting for cicatricial entropion, trichiasis and epidermalization”. Ophthalmic Surg. 14 (12): 1021—5.
- Cheung, D.; Sandramouli, S. (јануар 2004). „Consecutive ectropion after the Wies procedure”. Ophthal Plastic and Reconstructive Surgery. 20 (1): 64—8.
- Christiansen G, Mohney BG, Baratz KH, Bradley EA (јул 2004). „Botulinum toxin for the treatment of congenital entropion”. American Journal of Ophthalmology. 138 (1): 153—5.
- DeBacker CM. Entropion and Ectropion Repair. Medscape Reference. September 23, 2011.
- Ho, S. F.; Pherwani, A; Elsherbiny, S. M.; Reuser, T. (септембар 2005). „Lateral tarsal strip and quickert sutures for lower eyelid entropion”. Ophthal Plastic and Reconstructive Surgery. 21 (5): 345—8.
- Khan, S. J.; Meyer, D. R. (новембар 2002). „Transconjunctival lower eyelid involutional entropion repair: long-term follow-up and efficacy”. Ophthalmology. 109 (11): 2112—7.
- Millman, A. L.; Katzen, L. B.; Putterman, A. M. (август 1989). „Cicatricial entropion: an analysis of its treatment with transverse blepharotomy and marginal rotation”. Ophthalmic Surg. 20 (8): 575—9.

## Spoljašnje veze
- Medline Plus - Entropion (jezik: engleski)

|  | Molimo Vas, obratite pažnju na važno upozorenje u vezi sa temama iz oblasti medicine (zdravlja). |